# 亨克·諾雷爾
亨克·諾雷爾（荷蘭語：Henk Norel，1987年9月17日—），荷蘭籃球運動員，現在效力於西班牙聯賽球隊薩拉戈薩籃球俱樂部布。他也代表荷蘭國家男子籃球隊參賽。